# Крестное (озеро, Ленинградская область)
Крестное — пресноводное озеро на территории Винницкого сельского поселения Подпорожского района Ленинградской области.

## Общие сведения
Площадь озера — 6,8 км², площадь водосборного бассейна — 14,1 км². Располагается на высоте 129,9 метров над уровнем моря.
Форма озера продолговатая: оно почти на четыре километра вытянуто с юго-запада на северо-восток. Берега каменисто-песчаные, преимущественно возвышенные.
Из залива на западной стороне озера вытекает ручей Крестный, впадающий с левого берега в реку Шокшу. Шокша, в свою очередь, впадает в реку Оять, левый приток Свири.
Ближе к восточному берегу озера расположены два небольших острова без названия.
У юго-восточной оконечности водоёма располагается деревня Тумазы, через которую проходит дорога местного значения 41К-016 («Станция Оять — Алёховщина — Надпорожье — Плотично (от автодороги „Кола“)»).
Код объекта в государственном водном реестре — 01040100811102000015715.